# 图卢兹汽车站
图卢兹汽车站（法語：Gare routière de Toulouse）是法国西南部城市图卢兹的一个公路客运车站。

## 简介
图卢兹汽车站位于图卢兹市区东北部，图卢兹火车站正门的北侧。图卢兹马塔比欧站是法国重要的公路客运枢纽之一，该站同时开行前往图卢兹周边的市际客车和法国乃至欧洲各地的长途客车。

## 历史
图卢兹汽车站建成于1995年。

## 建筑
图卢兹汽车站是一个封闭式的公共建筑，站内设有一个乘客候车厅，站场部分则设有25个车辆泊位。

## 停靠线路
| 停靠图卢兹汽车站的大巴车                | |
| 运营单位                                | 主要目的地 |
| Eurolines                               | 巴约讷、巴塞罗那（可通过联程中转前往欧洲各地） |
| Flixbus                                 | 巴黎、奥尔良、利摩日、波尔多、蒙彼利埃、马赛、戛纳、尼斯、南特、绍莱、布雷叙尔、普瓦捷                                                                        |
| Isilines                                | 巴黎、奥尔良、沙托鲁、利摩日、布里夫拉盖亚尔德、波尔多、阿让、蒙彼利埃、马赛、塔布、波城、巴约讷、比亚里茨                                                    |
| Megabus                                 | 布里夫拉盖亚尔德、利摩日、巴黎（可联程中转前往亚眠及英国方向）                                                                                                |
| Ouibus                                  | 巴黎、利摩日、布里夫拉盖亚尔德、波尔多、赫罗纳、巴塞罗那、蒙彼利埃、马赛                                                                                      |
| Starshipper                             | 圣塞巴斯蒂安、昂代、圣让德吕兹、比亚里茨、巴约讷、波城、塔布                                                                                                  |
| 南部-比利牛斯城际客运 Car Midi-Pyrénées | 蒙托邦、欧什、蒙德马桑 |
| 上加龙省城际客运 Réseau Arc-en-ciel     | 孟德斯鸠-沃尔韦斯特、卡泽尔、里约姆、贝拉、蒙东维尔、拉塞尔、卡杜尔、格勒纳德、弗龙通、塔恩河畔维勒米尔、贝西耶尔、韦尔费伊、勒法热、勒韦勒、马泽尔、圣伊巴尔 |
| SNCF                                    | （当某条铁路线施工或罢工时，SNCF可能会提供途径该线路沿途站点的大巴车）                                                                                        |
| 1. 2. 3. 4. 5.                          | |